# Göltzschtalbrücke
La Göltzschtalbrücke (letteralmente: "ponte della Göltzschtal", dal nome della valle attraversata) è un ponte ferroviario della Germania, nello stato della Sassonia.

## Storia
La costruzione di un ponte attraverso la Göltzschtal venne decisa nell'ambito della costruzione della ferrovia da Lipsia a Norimberga da parte della Sächsisch-Bayerische Eisenbahn-Compagnie.
Per la progettazione venne indetto un concorso, a cui parteciparono i maggiori tecnici dell'epoca, giudicati da una giuria presieduta dal professor Johann Andreas Schubert; poiché i progetti presentati si rivelarono insoddisfacenti, fu lo stesso prof. Schubert a redigere il progetto che poi sarebbe stato realizzato, utilizzando come materiale di costruzione i mattoni, prodotti in grande quantità nella zona, ma poggianti su fondamenta in pietra.
Durante la costruzione il progetto venne tuttavia modificato, perché il centro della valle si rivelò inadatto a sostenere un grande peso, e pertanto fu necessario introdurre una doppia grande arcata centrale.
Il ponte fu compiuto nel 1851, e all'epoca dell'inaugurazione era il più alto del mondo.